# Мача (Арад)
Мача (рум. Macea) насеље је у Румунији у округу Арад у општини Мача. Oпштина се налази на надморској висини од 100 m.

## Историја
Године 1846. Мача је село са 1874 становника. Ту је православна црква посвећена Рођењу Св. Јована (Ивандан) а при њој служе два пароха: поп Теодор Браца и поп Флоријан Петрила. Црквене матрикуле су заведене 1824. године. Учитељ Димитрије Георгијевић 1846/1847. године учи 32 ђака.
Био је 1805-1809. године Високоблагородни Павел от Чарнојевић притјажатељ (власник) Маче, Славног Торонталског комитета Фо-солгабиров и присједарељ судске столице. Био је 1809. године ожењен са Еленом Марковић. Он је 1824. године купио Вукову књигу српских народних песама, наводећи да је "господар од Маче, Шиманда и Киш Оросина".
Спахије Лазар и Јован Чарнојевић носили су предикат "от Маче", као власници истог места. Један од њих је (1839) претплатник Павловићевог "Српског народног листа".
Јавља се 1837. године међу претплатницима једне књиге Георгије Секулић као арендатор из Маче.

## Становништво
Према подацима из 2002. године у насељу је живело 6169 становника.

### Попис2002.
| Расподела становништва по националности 2002.‍ | Расподела становништва по националности 2002.‍ | Расподела становништва по националности 2002.‍ | Расподела становништва по националности 2002.‍ | Расподела становништва по националности 2002.‍ |
| --------------------------------------------- | --------------------------------------------- | --------------------------------------------- | --------------------------------------------- | --------------------------------------------- |
|                                               |                                               |                                               |                                               |                                               |
| Румуни                                        | Румуни                                        |                                               | 5.281                                         | 85,7%                                         |
| Мађари                                        | Мађари                                        |                                               | 204                                           | 3,3%                                          |
| Роми                                          | Роми                                          |                                               | 514                                           | 8,3%                                          |
| Украјинци                                     | Украјинци                                     |                                               | 7                                             | 0,1%                                          |
| Немци                                         | Немци                                         |                                               | 136                                           | 2,2%                                          |
| Словаци                                       | Словаци                                       |                                               | 19                                            | 0,3%                                          |

### Хронологија
| Година       | 1992 | 1993 | 1994 | 1995 | 1996 | 1997 | 1998 | 1999 | 2000 | 2001 | 2002 | 2003 | 2004 | 2005 | 2006 | 2007 | 2008 | 2009 | 2010 | 2011 | 2012 | 2013 | 2014 | 2015 | 2016 | 2017 |
| ------------ | ---- | ---- | ---- | ---- | ---- | ---- | ---- | ---- | ---- | ---- | ---- | ---- | ---- | ---- | ---- | ---- | ---- | ---- | ---- | ---- | ---- | ---- | ---- | ---- | ---- | ---- |
| Становништво | 5275 | 5139 | 5219 | 5258 | 5490 | 5743 | 5840 | 6013 | 6163 | 6284 | 6420 | 6562 | 6700 | 6749 | 6832 | 6916 | 6975 | 7014 | 7026 | 7052 | 7074 | 7119 | 7109 | 7132 | 7183 | 7210 |